# 龍飛 (導演)
龍飛（1981年8月8日—），中國電影導演。

## 作品
- 2015《香港人》（短片）
- 2017《睡沙發的人》
  - 入围第十一届FIRST青年影展主競賽單元、第20屆上海國際電影節華語新片展映單元。
- 2024《走走停停》
  - 獲得第六期FIRST驚喜影展驚喜拍攝金、第十四屆北京國際電影節天壇獎最佳影片[2]。